# Navalia
Navalia (Grieks: Ναυάλια) is een plaats (polis of oppidum) die door de Griekse geograaf Claudius Ptolemaeus in zijn Geographia wordt vermeld. De naam betekent in het Latijn zoveel als "dok" of "werf", maar dit kan toeval zijn. Recent werd de nederzetting in de buurt van Essen gesitueerd.
Hoewel Ptolemeus coördinaten vermeldt, is onbekend welke nulmeridiaan hij gebruikte. Bovendien zijn de coördinaten door fouten van kopiisten niet erg betrouwbaar, waardoor de exacte locatie lang in het ongewisse bleef. De plaats Navalia werd wel geassocieerd met monding van de Nabalia, de rivier die Tacitus in de Historiae vermeldt, maar die associatie is hoogstwaarschijnlijk onjuist.
Volgens onderzoek van Gerhard Steinborn en Peter Oppitz, gepubliceerd in het meinummer 2015 van de Geographische Rundschau, wordt met de naam Navalia de nederzetting Arnhem bedoeld.